# Гру, Лионель
Лионель Адольф Гру (фр. Lionel-Adolphe Groulx, чаще просто Лионель Гру или аббат Гру; 13 января 1878, Шено, Квебек, Канада — 23 мая 1967, Водрёй, Квебек, Канада) — католический священник, историк и известный квебекский националист. В 1922 году издал роман «Зов расы» (фр. Appel de la race).

## Биография
После учёбы в духовной семинарии, преподавал в Монреальском университете (фр.  Université de Montréal). Долгое время был редактором националистического журнала «Национальное действие» (фр. Action nationale), который существует по настоящее время. В конце 1930-х годов одним из первых выдвинул идею независимости Квебека, называя будущую страну «Французским государством» (фр. État français).
Преподаватель и хороший оратор, Гру много работал со студенческой молодежью, читая лекции на историко-национальную тематику.
Некоторые аспекты деятельности аббата воспринимаются неоднозначно. Его работы и лекции двадцатых и тридцатых годы содержали элементы шовинизма, а иногда — и расизма. После Второй Мировой войны значительно изменил свои взгляды и стал проводником более гражданского национализма.

## Память
В честь аббата Гру названы ряд улиц в различных городах Квебека, а также одна из станций метро в Монреале.